# Bakary Camara (Politiker)
Bakary Camara (* in Wurokang) ist ein gambischer Politiker.

## Leben
| Parlamentswahl | Stimmen | Stimmanteil |
| -------------- | ------- | ----------- |
| 2017           | 1.624   | 58,31 %     |

Bakary Camara erwarb das Higher Teacher’s Certificate (HTC) auf dem Gambia College in Brikama. Danach war er als Lehrer an mehreren Schulen tätig. 2017 war sein letztes Jahr seines Jurastudiums auf der Universität von Gambia.
Bei der Wahl zum Parlament 2017 trat er als Kandidat der United Democratic Party (UDP) im Wahlkreis Kiang Central in der Mansakonko Administrative Region an. Mit 58,31 % konnte er den Wahlkreis vor Haddy Bah (GDC) für sich gewinnen.
Bei den Parlamentswahlen 2022 erhielt Camara 1533 Stimmen (32,67 %) im Wahlkreis Kiang Central und verlor sein Mandat an den parteilosen Kandidaten Yunusa N. Bah (* 1980), der 1976 Stimmen (42,11 %) für sich gewinnen konnte.